# Predigtstuhl in Gloxwald

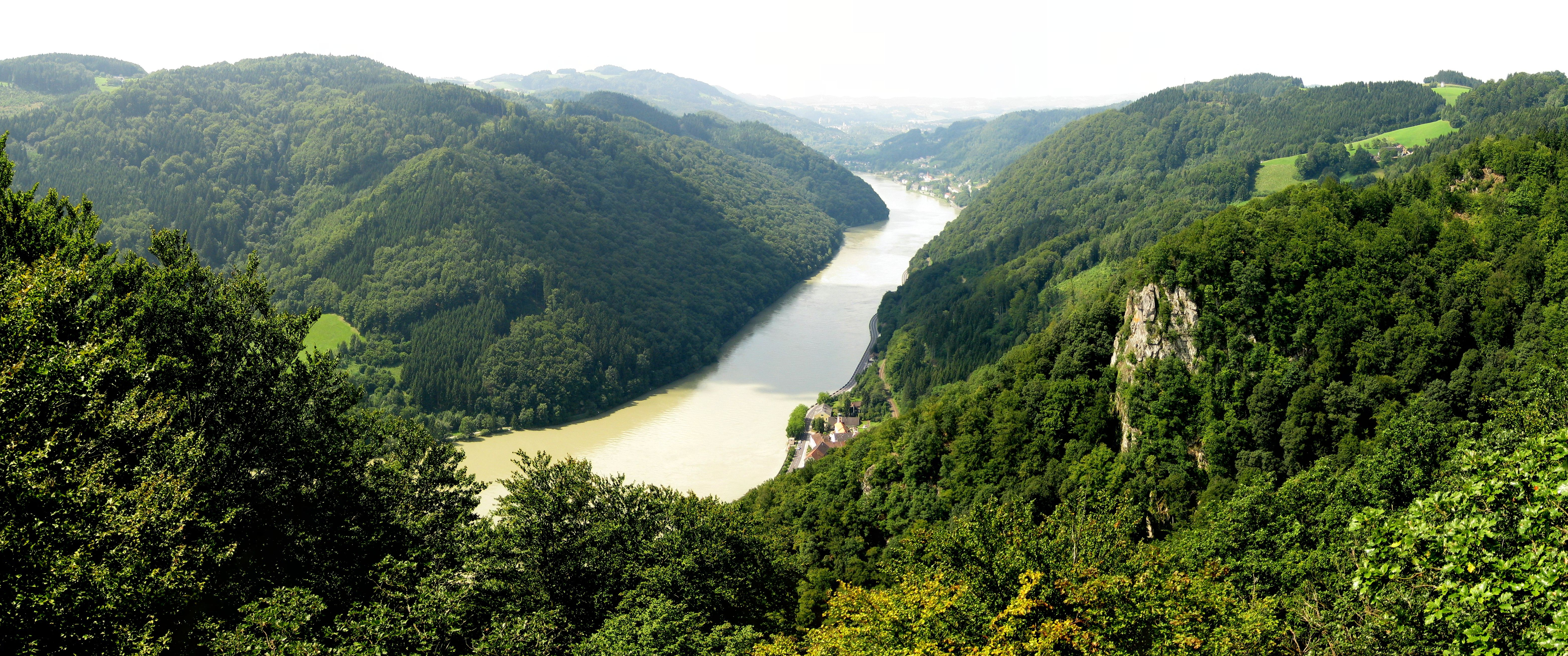
Blick vom Predigtstuhl in Gloxwald auf die Donau, Sarmingstein und den Schlosskogel

Der Predigtstuhl in Gloxwald ist ein Naturdenkmal in der Ortschaft Gloxwald in der Marktgemeinde Waldhausen im Strudengau im Bezirk Perg unmittelbar an der Grenze zu Sarmingstein in der Marktgemeinde St. Nikola an der Donau.

## Beschreibung
Es handelt sich um eine natürliche Felskanzel im Weinsberger Granit etwa 290 Meter über der Donau auf 520 m ü. A. ca. einen Kilometer südwestlich der Ortschaft Gloxwald. Die Eintragung im Naturschutzbuch der oberösterreichischen Landesregierung erfolgte im August 1983. Die Donau durchfließt im Strudengau kristallines Gestein, welches an vielen Stellen an die Oberfläche gekommen ist. Der Predigtstuhl ist auf Grund des besonderen Gepräges, das er der Landschaft verleiht, schutzwürdig.

## Tourismus
Der Predigtstuhl ist ein Aussichtspunkt mit Blick auf das Donau-Durchbruchstal Strudengau und liegt am gemeinde-, bezirks- und bundeslandübergreifenden Grenzwanderweg N13 mit Ausgangspunkten in Sarmingstein in der Marktgemeinde St. Nikola an der Donau im Bezirk Perg in Oberösterreich und in der Marktgemeinde Nöchling im Bezirk Melk in Niederösterreich.
Seit 2010 führt eine Etappe des Donausteigs von Sarmingstein kommend am Predigtstuhl vorbei nach Gloxwald und weiter nach Waldhausen im Strudengau.